# Aníssimovo
Aníssimovo (en rus: Анисимово) és un poble de l'óblast de Leningrad, a Rússia, pertany al districte rural de Boksitogorski. El 2017 tenia 418 habitant.